# Gartenstraße (Bützow)
Die  Gartenstraße  (auch: Wilhelmstraße) ist eine Anliegerstraße und liegt außerhalb der einstigen Wallanlage der ehemaligen Bischofsresidenz und Universitätsstadt Bützow im Landkreis Rostock in Mecklenburg.

## Geografische Lage
Die Gartenstraße ist in beide Richtungen befahrbar, der Fahrbahnbelag variiert aus Kopfsteinpflaster und Asphalt. Sie verbindet als Anliegerstraße, die Straßen Am Ausfall mit der Kreuzung Am Forsthof, Rühnerlandweg.

## Geschichte
Gegen Ende des 18. Jahrhunderts fiel der Mauerring um Bützow und die Stadt gewann diesseits des Stadtgrabens und der Warnow neuen Baugrund. Um 1870 wurde das Gebiet südlich der Altstadt für die Bebauung erschlossen. Von der Straße Am Ausfall führten zwei Brücken über den Nebenarm der Warnow. Die befahrbare Brücke wurde ursprünglich aus schweren Bohlen gefertigt. Sie erhielt daher im Volksmund die Bezeichnung Elefantenbrücke. Parallel zu dieser, führte der Verlobungssteg über die Warnow und große Wiesen dehnten sich danach aus. So prägte sich der Begriff Neue Welt zu diesem Gebiet ein. Schmucklose, zweigeschossige Häuser auf der Nordseite, Häuser im Villenstil auf der Südseite. Man spricht im Volksmund von Dei Hieringssiet (Heringsseite) und Dei Bradensiet (Bratenseite). Die Heringsseite sparte sich das Haus vom Munde ab, während die anderen großzügig ihr Geld investierten. Andere Quellen weisen darauf hin, dass eine Reihe der Häuser der Heringsseite durch den damaligen Bauunternehmer Julius Hering errichtet wurden.

## Straßenname im Wandel der Zeit
Die Straße wurde als Wilhelmstraße zu Ehren Kaiser Wilhelm begründet und trug diesen Namen bis nach 1945. Als die Rote Armee, die diese Straße von Kriegsende bis Anfang 1947 belegt hatte, hier abzog, erhielt die Straße einen neuen Namen Stalinstraße. Als ab 1955 der Stalinismus und der damit verbundene Personenkult in Kritik gerieten, wurde auch der Straßenname geändert. Seither heißt die einzige Villenstraße der Stadt Bützow Gartenstraße.

## Bebauung

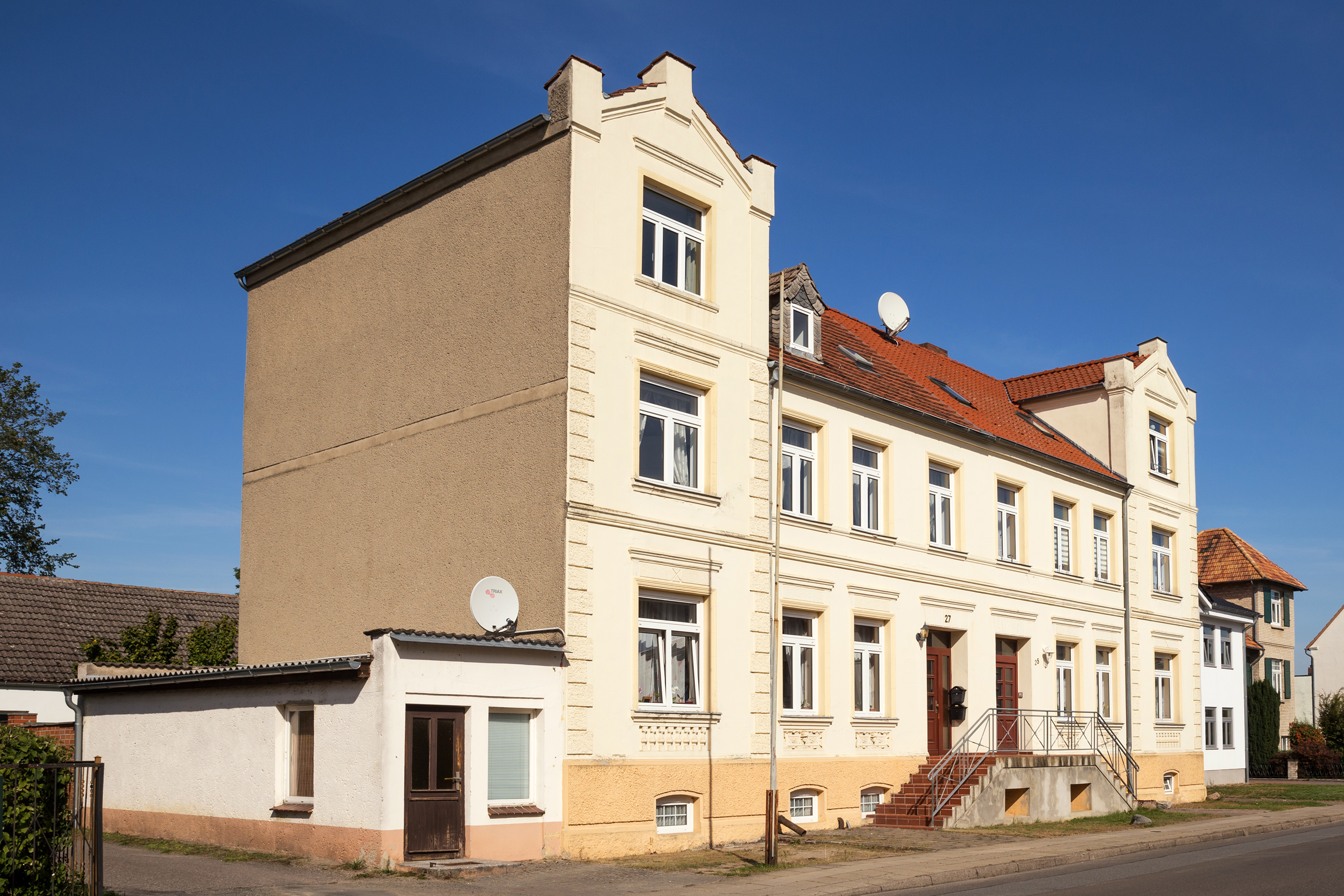
Gartenstraße 25–27

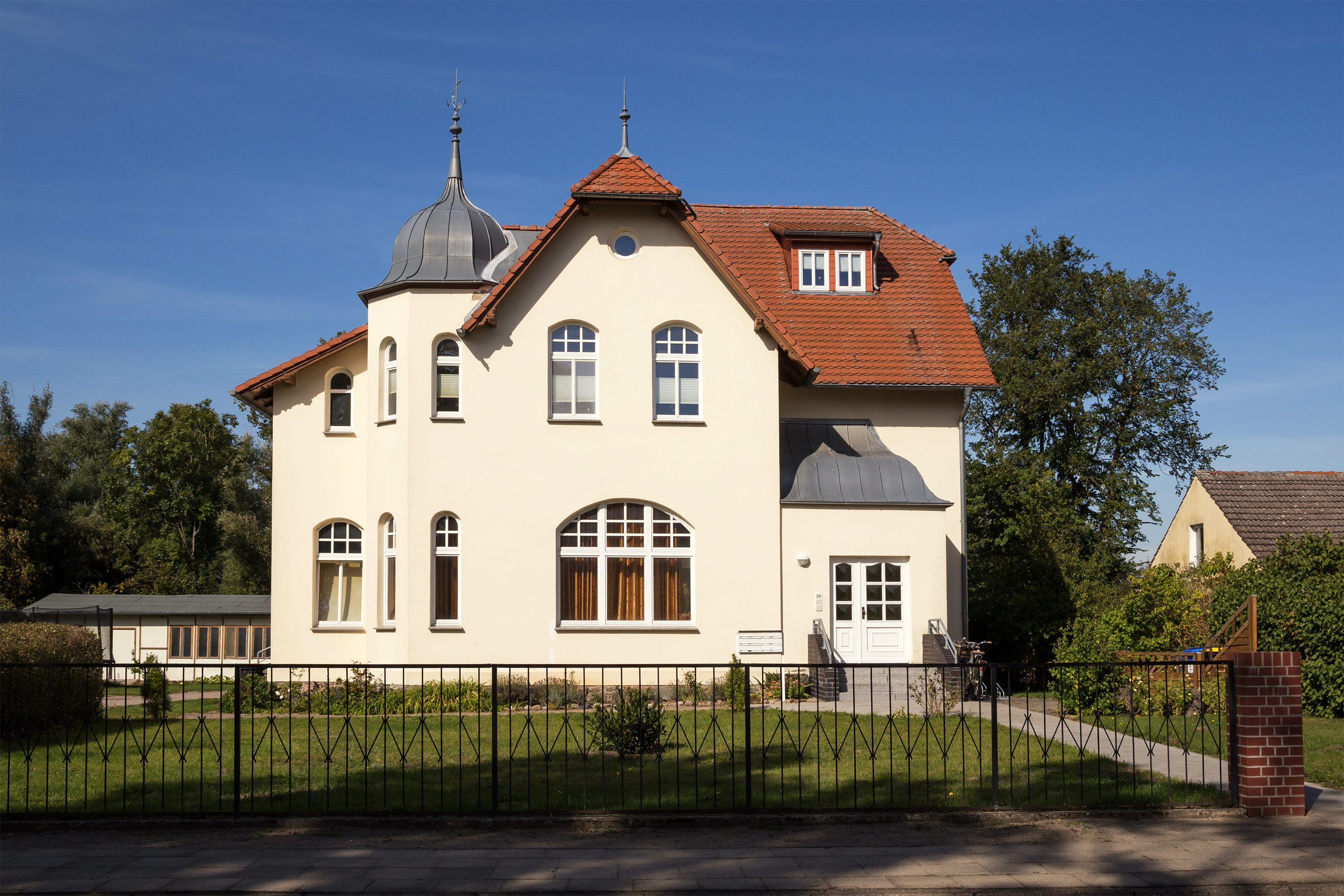
Gartenstrasse 29

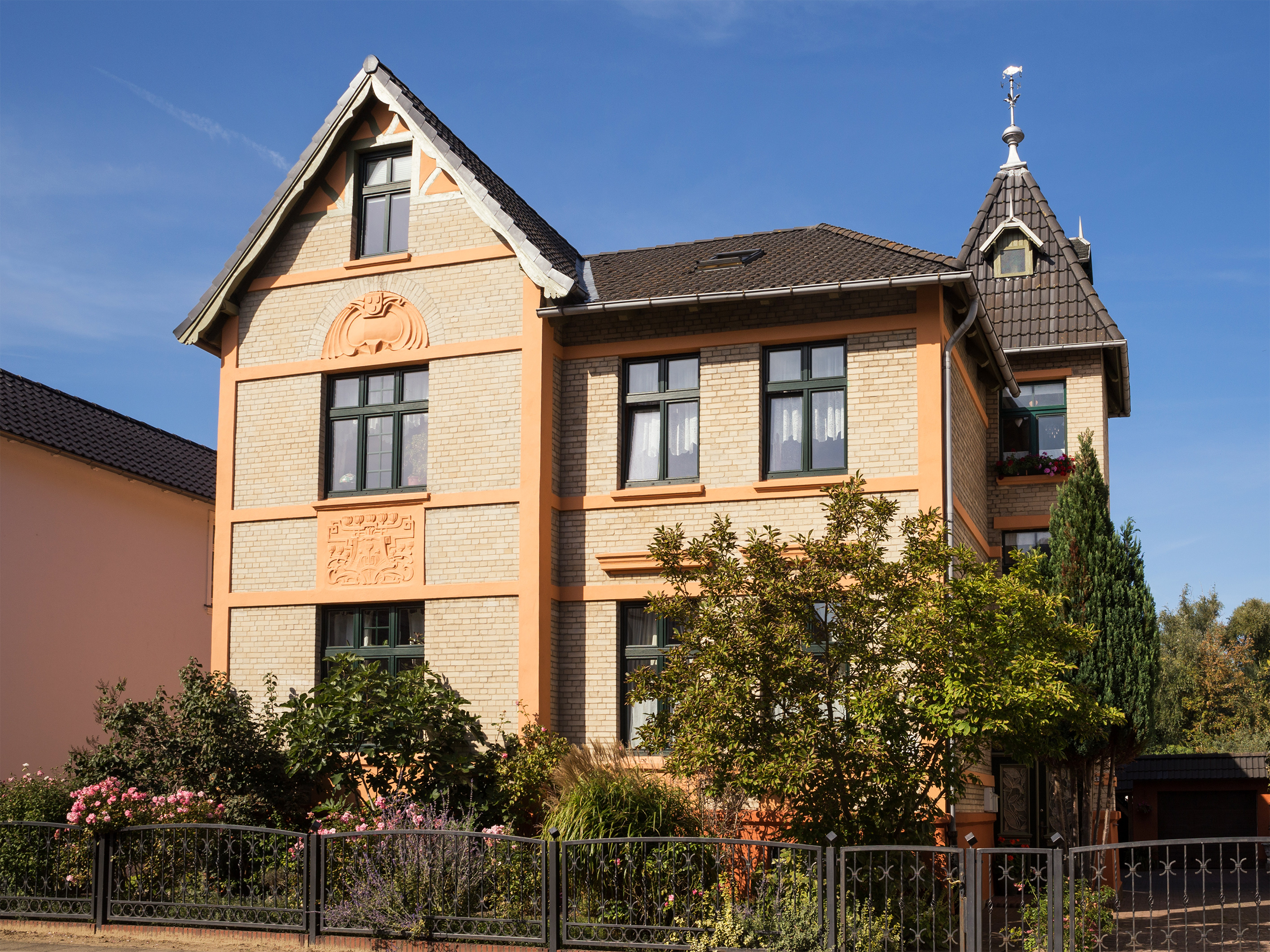
Gartenstrasse 33 in Buetzow

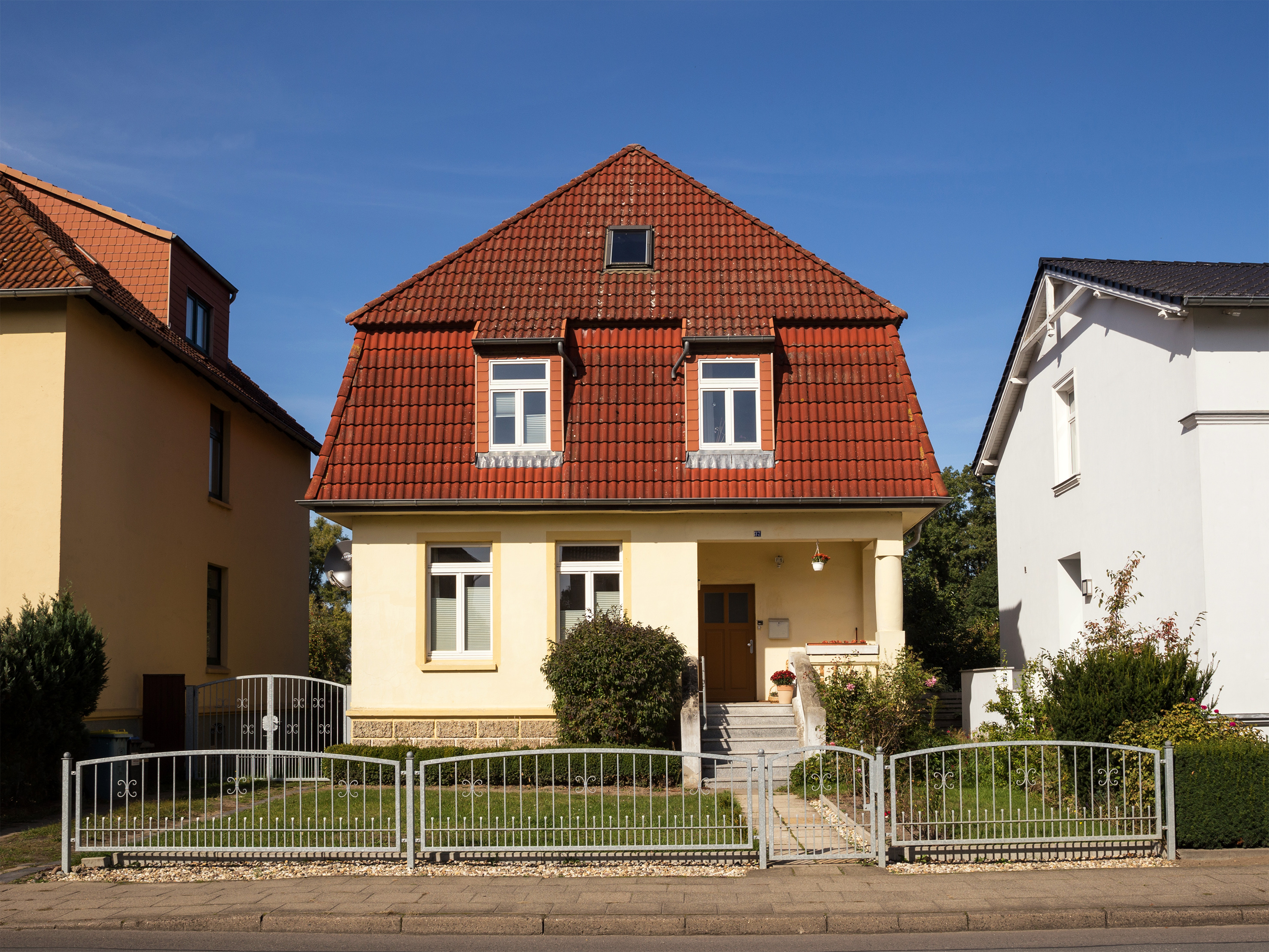
Gartenstrasse 37

An der Straße stehen zumeist zwei- bis dreigeschossige Wohnhäuser. Bis 1908 waren folgende Häuser gebaut und  Hausnummernvergeben.
Die Denkmalplakette  kennzeichnet Baudenkmale der Gartenstraße.
| Haus- nummer | Historische Haus- nummer bis 1908 |  | Geschichtliche Anmerkungen                                               | Eigentümer oder Verwendung                                               |
| ------------ | --------------------------------- |  | ------------------------------------------------------------------------ | ------------------------------------------------------------------------ |
| 1            | 480A                              |  |                                                                          |                                                                          |
| 2            | 537A                              |  |                                                                          |                                                                          |
| 2A           |                                   |  |                                                                          |                                                                          |
| 2B           |                                   |  |                                                                          |                                                                          |
| 3            | 480                               |  |                                                                          |                                                                          |
| 4            | 537A                              |  |                                                                          |                                                                          |
| 5            | 481                               |  |                                                                          |                                                                          |
| 6            | 537                               |  |                                                                          |                                                                          |
| 7            | 481A                              |  |                                                                          |                                                                          |
| 8            | 536                               |  |                                                                          |                                                                          |
| 9            | 482                               |  |                                                                          |                                                                          |
| 10           | 535                               |  |                                                                          |                                                                          |
| 11           | 482A                              |  |                                                                          |                                                                          |
| 12           | 534                               |  |                                                                          |                                                                          |
| 13           | 483                               |  |                                                                          |                                                                          |
| 14           | 533                               |  |                                                                          |                                                                          |
| 15           | 484                               |  |                                                                          |                                                                          |
| 16           | 532                               |  |                                                                          |                                                                          |
| 17           | 485                               |  | Von 1948 bis 1966 befand sich auf den Hinterhof das Heimatmuseum Bützow. | ehemals: Barometer- und Messinstrumentenfabrik von Heinrich Carl Kröplin |
| 18           | 531                               |  |                                                                          |                                                                          |
| 19           | 486                               |  |                                                                          |                                                                          |
| 20           | 530                               |  |                                                                          |                                                                          |
| 21           | 487                               |  |                                                                          | ehemals: Wohnhaus Kaufmann L. Klemm, Vater der Lotte Klemm               |
| 22           | 529                               |  |                                                                          |                                                                          |
| 23           | 488                               |  |                                                                          |                                                                          |
| 24           |                                   |  |                                                                          |                                                                          |
| 25           | 489                               |  |                                                                          |                                                                          |
| 26           |                                   |  | Haus existiert nicht mehr Neubau im Jahr 2020.                           |                                                                          |
| 27           | 489A                              |  |                                                                          |                                                                          |
| 28           |                                   |  |                                                                          |                                                                          |
| 29           | 490                               |  |                                                                          |                                                                          |
| 30           |                                   |  |                                                                          |                                                                          |
| 31           |                                   |  |                                                                          |                                                                          |
| 33           |                                   |  |                                                                          |                                                                          |
| 35           |                                   |  |                                                                          |                                                                          |
| 37           |                                   |  |                                                                          |                                                                          |
| 39           |                                   |  |                                                                          |                                                                          |